# Parc naturel régional du Verdon
Le parc naturel régional du Verdon s'étend sur 188 000 hectares dans les départements des Alpes-de-Haute-Provence et du Var.

## Géographie
Le parc naturel régional du Verdon comporte sept paysages touristiques variés.
Le plateau de Valensole est étendu sur 800 km2 d'une moyenne de 500 mètres. Il est occupé depuis les Romains (Riez), il est considéré comme le « Grenier de la région » car le plateau concentre une importante culture de céréales mais aussi de lavandin et de la récolte de truffes. Commune principale : Valensole.
Le lac de Sainte-Croix fut aménagé en 1974. Englobant 2 200 hectares, il a englouti la plaine et le village des Salles. De nos jours, ce lac est devenu un lieu touristique important.
Le Haut-Var est la région varoise occidentale du parc. Il est étendu de vastes plaines et collines forestières. Le Haut-Var vit essentiellement de la viticulture, de l'oléiculture et de la truffe. Commune principale : Aups.

Logo du PNR.

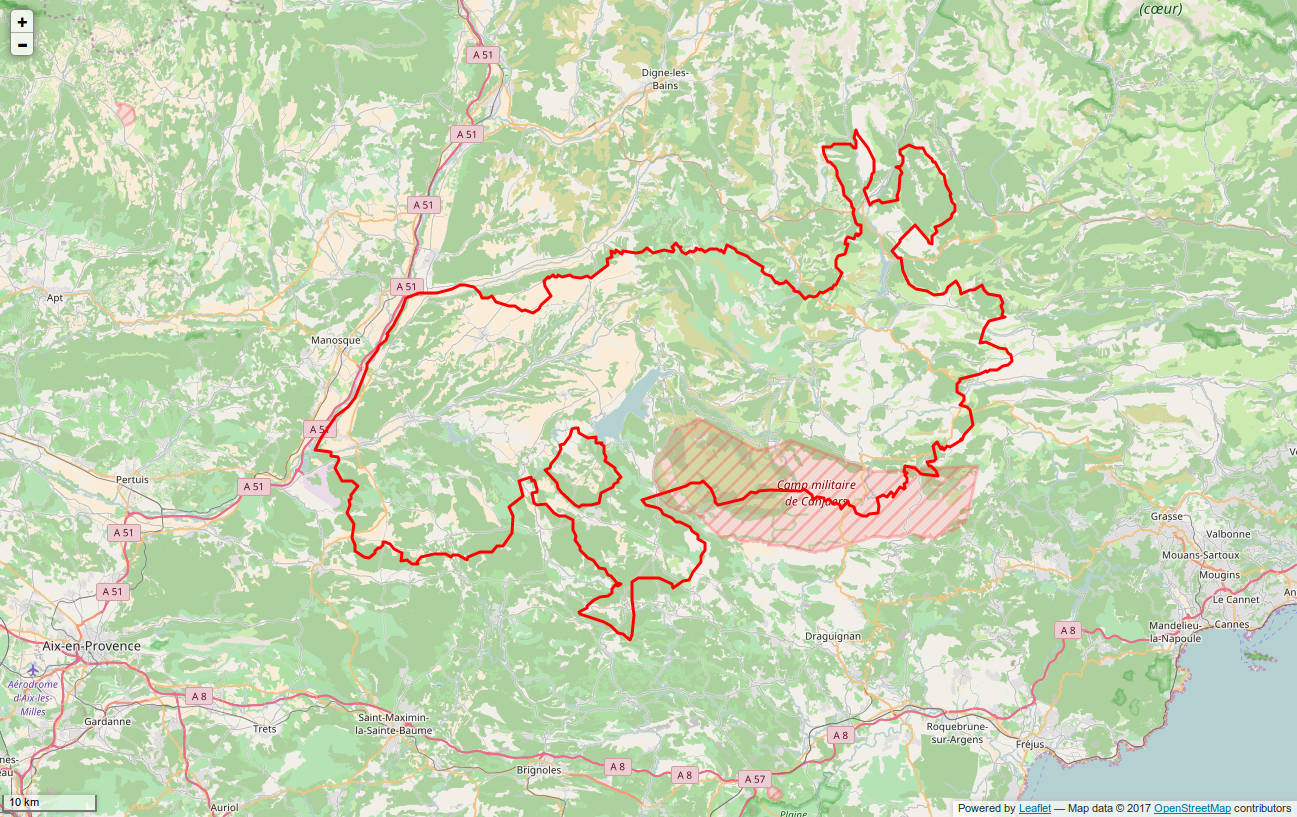
Périmètre du PNR.

La zone alpine du parc : les Préalpes de Digne, à la rive droite du Verdon, dominent le plateau de Valensole et les gorges du Verdon, avec le Mourre de Chanier à 1 930 m suivi du mont Chiran (1 905 m) et du Montdenier (1 750 m). Les Préalpes de Castellane sont à la rive gauche du Verdon avec la montagne de Lachens à 1 715 m et le Grand Margès à 1 577 m. Cette région montagneuse vit essentiellement du pastoralisme. Commune principale : Castellane.
Les gorges du Verdon situées entre Moustiers-Sainte-Marie et Castellane délimitent les deux départements du parc régional sur 50 km. Elles sont les gorges les plus profondes d'Europe allant jusqu'à 700 m de profondeur. C'est le point touristique le plus important de la région, attirant plus d'un million de touristes par an.
Les basses gorges du Verdon et les gorges de Baudinard sont situées entre le lac de Sainte-Croix et la Durance. Elles sont moins abruptes que le grand canyon et sont composées de lacs artificiels (lacs de Montpezat, Quinson et Esparron), pour alimenter en eau la région notamment Aix-en-Provence. Depuis la préhistoire, l'homme s'est installé dans les grottes des basses gorges. Le musée de la Préhistoire à Quinson recueille les résultats des fouilles archéologiques de la région. Commune principale : Vinon-sur-Verdon.
L'Artuby et le plan de Canjuers sont dans la partie varoise du parc, à la rive gauche du Verdon. L'Artuby est une rivière affluente qui serpente dans des collines de plus de 1 000 m d'altitude allant jusqu'au mont Lachens. Le plan de Canjuers est un plateau aride et désertique situé entre le lac de Sainte-Croix, les gorges du Verdon et l'Artuby est aujourd'hui intégré dans le camp militaire de Canjuers et donc interdit au public. Commune principale : Comps-sur-Artuby.
Le parc regroupe environ 30 000 habitants et les plus grandes communes ne dépassent guère les 3 000 habitants (à l'exception de Vinon-sur-Verdon : 4 387), (Valensole : 3 151 habitants, Aups : 2 254, Castellane : 1 454...).

## Les communes adhérentes

Le PNR du Verdon en région Provence-Alpes-Côte d'Azur.

Le parc se compose de 54 communes. 32 dans le département des Alpes-de-Haute-Provence et 22 dans le département du Var : 
Les communautés de communes et communautés d'agglomération ayant une ou plusieurs communes dans l'aire du PNRV sont les suivantes :
- Alpes-de-Haute-Provence :
  - Communauté d'agglomération Provence-Alpes : 5 communes, sur 46, sont adhérentes du PNRV. Il s'agit de Estoublon,Majastres, Moustiers-Sainte-Marie, Sainte-Croix-du-Verdon et Saint-Jurs,
  - Communauté de communes Alpes Provence Verdon : 12 communes sur les 41 sont adhérentes du PNRV. Il s'agit de Allons; Angles; Blieux; Castellane; Demandolx; Lambruisse; La Mure-Argens; La Palud-sur-Verdon; Moriez; Peyroules; Saint-André-les-Alpes; Senez
- Alpes-de-Haute-Provence et Var :
  - Communauté d'agglomération Durance Luberon Verdon. La communauté d'agglomération se compose de 25 communes des Alpes-de-Haute-Provence et une commune du Var Vinon-sur-Verdon, adhérente du PNRV ;
- Var :
  - Dracénie Provence Verdon agglomération (ex-Communauté d'Agglomération Dracénoise). Sillans-la-Cascade est la seule des 23 communes de la Dracénie Provence Verdon agglomération qui soit adhérente du PNRV,
  - Communauté de communes Lacs et Gorges du Verdon : 5 communes de la Communauté de communes, sur 16, n'est pas membres du PNRV, Baudinard-sur-Verdon.
  - Communauté de communes Provence Verdon. Elle regroupe 15 communes du nord ouest du département du Var, dont 3 sont adhérentes du PNRV et du Pays de la Provence Verte. Il s'agit de Ginasservis, Saint-Julien, La Verdière ;
- communauté de communes supprimée au 1er janvier 2017 :
  - Communauté de communes Artuby Verdon. La communauté de communes Artuby Verdon regroupait 9 communes du département du Var. 4 d'entre elles ont été rattachées à la Dracénie Provence Verdon agglomération (ex-Communauté d'Agglomération Dracénoise) et 5 à la communauté de communes Lacs et Gorges du Verdon.

| Nom                            | Code Insee | Gentilé                               | Superficie (km2) | Population (dernière pop. légale) | Densité (hab./km2) |
| ------------------------------ | ---------- | ------------------------------------- | ---------------- | --------------------------------- | ------------------ |
| Moustiers-Sainte-Marie (siège) | 04135      | Moustiérains                          | 87,97            | 695 (2022)                        | 7,9                |
| Aiguines                       | 83002      | Aiguinois                             | 114,33           | 272 (2022)                        | 2,4                |
| Allemagne-en-Provence          | 04004      | Allemagniens                          | 32,99            | 539 (2022)                        | 16                 |
| Allons                         | 04005      | Allonsais                             | 41,71            | 125 (2022)                        | 3                  |
| Angles                         | 04007      | Anglois                               | 9,83             | 70 (2022)                         | 7,1                |
| Artignosc-sur-Verdon           | 83005      | Artignoscais                          | 18,53            | 278 (2022)                        | 15                 |
| Aups                           | 83007      | Aupsois                               | 64,15            | 2 254 (2022)                      | 35                 |
| Bargème                        | 83010      | Bargémois                             | 27,95            | 214 (2022)                        | 7,7                |
| La Bastide                     | 83013      | Bastidans                             | 11,76            | 215 (2022)                        | 18                 |
| Bauduen                        | 83015      | Bauduennois                           | 47,45            | 318 (2022)                        | 6,7                |
| Blieux                         | 04030      | Blieuxiens                            | 56,8             | 52 (2022)                         | 0,92               |
| Le Bourguet                    | 83020      | Bourguetians                          | 25,39            | 47 (2022)                         | 1,9                |
| Brenon                         | 83022      | Brenonais                             | 5,59             | 21 (2022)                         | 3,8                |
| Brunet                         | 04035      | Brunetois                             | 28,47            | 293 (2022)                        | 10                 |
| Castellane                     | 04039      | Castellanais                          | 117,79           | 1 454 (2022)                      | 12                 |
| Châteauvieux                   | 83040      | Châteauvieillains ou Castelvieillencs | 14,97            | 73 (2022)                         | 4,9                |
| Comps-sur-Artuby               | 83044      | Compsois                              | 63,49            | 346 (2022)                        | 5,4                |
| Demandolx                      | 04069      | Demandolxiens                         | 20,37            | 111 (2022)                        | 5,4                |
| Esparron-de-Verdon             | 04081      | Esparronnais                          | 34,2             | 382 (2022)                        | 11                 |
| Estoublon                      | 04084      | Estoublonais                          | 33,85            | 480 (2022)                        | 14                 |
| Lambruisse                     | 04099      | Lambruissiens                         | 21,78            | 81 (2022)                         | 3,7                |
| La Garde                       | 04092      | Gardéens                              | 16,63            | 126 (2022)                        | 7,6                |
| Ginasservis                    | 83066      | Ginasservois                          | 37,47            | 2 036 (2022)                      | 54                 |
| Majastres                      | 04107      | Malejactois                           | 29,85            | 5 (2022)                          | 0,17               |
| La Martre                      | 83074      | Martrois                              | 20,37            | 221 (2022)                        | 11                 |
| Moissac-Bellevue               | 83078      | Moissacais                            | 20,59            | 309 (2022)                        | 15                 |
| Montagnac-Montpezat            | 04124      | Montagnacais                          | 34,18            | 405 (2022)                        | 12                 |
| Moriez                         | 04133      | Moriézois                             | 37,18            | 238 (2022)                        | 6,4                |
| La Mure-Argens                 | 04136      | Murencs                               | 34,73            | 333 (2022)                        | 9,6                |
| La Palud-sur-Verdon            | 04144      | Paluards                              | 81,26            | 350 (2022)                        | 4,3                |
| Peyroules                      | 04148      | Peyrouliens                           | 33,34            | 248 (2022)                        | 7,4                |
| Puimoisson                     | 04157      | Puimoissonnais                        | 35,44            | 666 (2022)                        | 19                 |
| Quinson                        | 04158      | Quinsonnais                           | 28,11            | 388 (2022)                        | 14                 |
| Régusse                        | 83102      | Régussois                             | 35,3             | 2 403 (2022)                      | 68                 |
| Riez                           | 04166      | Réiens                                | 40               | 1 625 (2022)                      | 41                 |
| Rougon                         | 04171      | Rougonnais                            | 35,83            | 120 (2022)                        | 3,3                |
| Roumoules                      | 04172      | Roumoulins                            | 26,04            | 732 (2022)                        | 28                 |
| Saint-André-les-Alpes          | 04173      | Saint-Andréens                        | 47,46            | 1 030 (2022)                      | 22                 |
| Sainte-Croix-du-Verdon         | 04176      | Saint-Cruxiens                        | 13,7             | 115 (2022)                        | 8,4                |
| Saint-Julien-du-Verdon         | 04183      | Pelugnes                              | 6,19             | 176 (2022)                        | 28                 |
| Saint-Julien                   | 83113      | Saint-Juliennois                      | 75,88            | 2 399 (2022)                      | 32                 |
| Saint-Jurs                     | 04184      | Saint-Jursiens                        | 33,59            | 137 (2022)                        | 4,1                |
| Saint-Laurent-du-Verdon        | 04186      | Saint-Laurennais                      | 8,89             | 89 (2022)                         | 10                 |
| Saint-Martin-de-Brômes         | 04189      | Saint-Martinômes                      | 21,09            | 632 (2022)                        | 30                 |
| Senez                          | 04204      | Séneziens                             | 70,27            | 156 (2022)                        | 2,2                |
| Les Salles-sur-Verdon          | 83122      | Sallois                               | 4,97             | 235 (2022)                        | 47                 |
| Tourtour                       | 83139      | Tourtourains                          | 28,69            | 583 (2022)                        | 20                 |
| Trigance                       | 83142      | Trigançois                            | 60,6             | 221 (2022)                        | 3,6                |
| Valensole                      | 04230      | Valensolais                           | 127,77           | 3 151 (2022)                      | 25                 |
| La Verdière                    | 83146      | Verdiérois                            | 68,16            | 1 674 (2022)                      | 25                 |
| Vérignon                       | 83147      | Vérignonais                           | 36,9             | 8 (2022)                          | 0,22               |
| Villecroze                     | 83149      | Villecroziens                         | 20,68            | 1 504 (2022)                      | 73                 |
| Vinon-sur-Verdon               | 83150      | Vinonnais                             | 36               | 4 387 (2022)                      | 122                |

### Mission "urbanisme et paysage" du PNRV
Le service du parc assure des permanences gratuites de conseil architectural : Un service aux élus et aux habitants des 46 communes a été mis en place par le Parc.

## Histoire
Entouré de paysages parfaitement préservés, culminants à plus de 1 800 mètres d'altitude, le parc naturel régional du Verdon, créé par décret no 97-187 du 3 mars 1997, s'est constitué autour du bassin versant de la rivière : le Verdon. Mais c'est aussi un réseau écologique européen, qui impose des contraintes de protection des paysages, de la faune et de la flore.
L'enjeu est donc de trouver le meilleur équilibre entre activités économiques et préservation des divers types de patrimoines. Le Parc s'est, pour cela, fixé 4 objectifs complémentaires :
- le développement socio-économique ;
- la protection et la valorisation des patrimoines naturels et culturels ;
- l'information et l'accueil des visiteurs ;
- un aménagement harmonieux du territoire.

Le 28 avril 2025 renouvellement de la charge du parc (2025-2040). Le parc se compose désormais de 54 communes. 2 quittent le PNRV ( Gréoux-les-Bains et Sillans-la-Cascade) et 10 nouvelles l'intègre.

## Sites

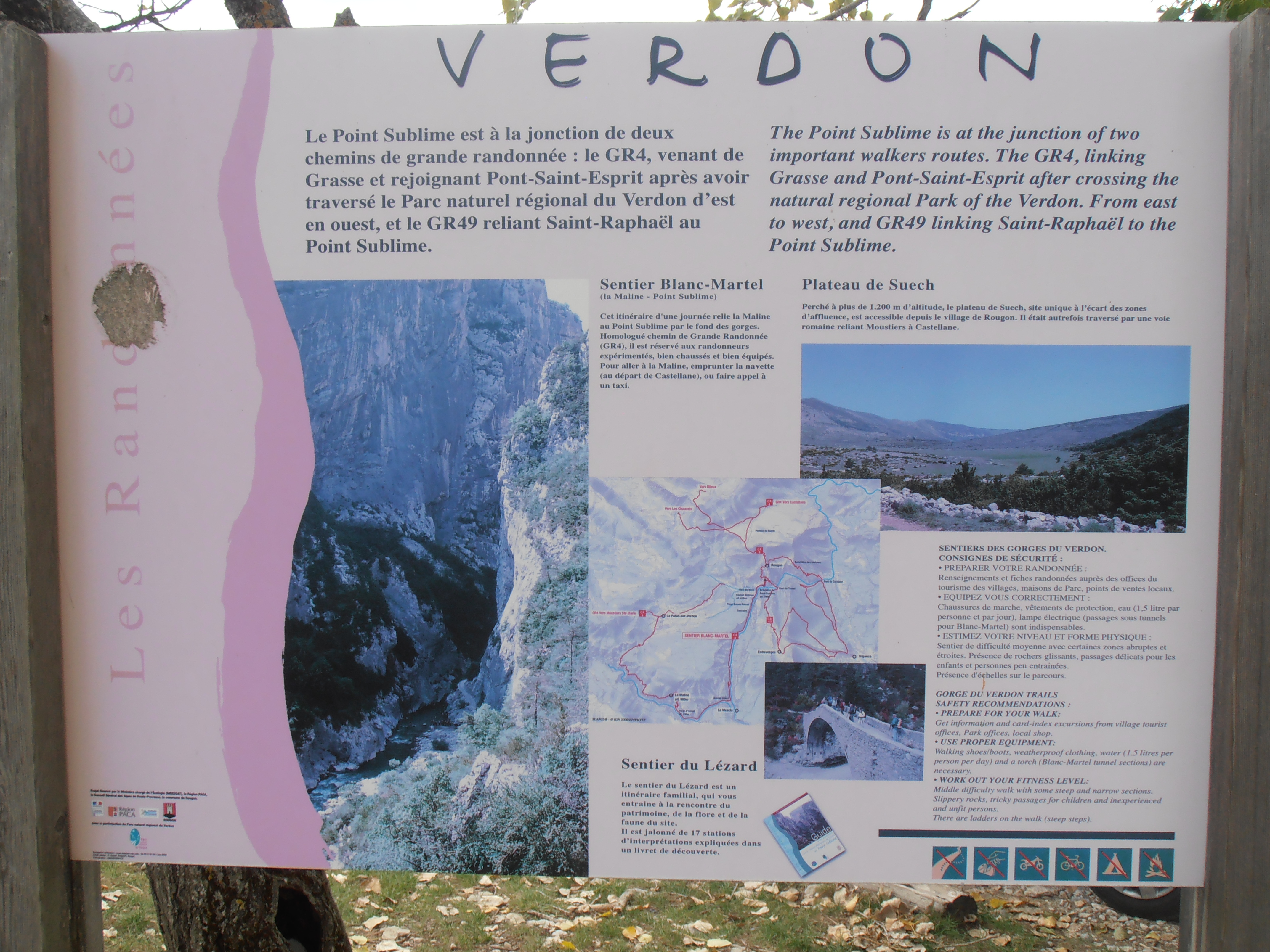
Point sublime-panneau signalétique
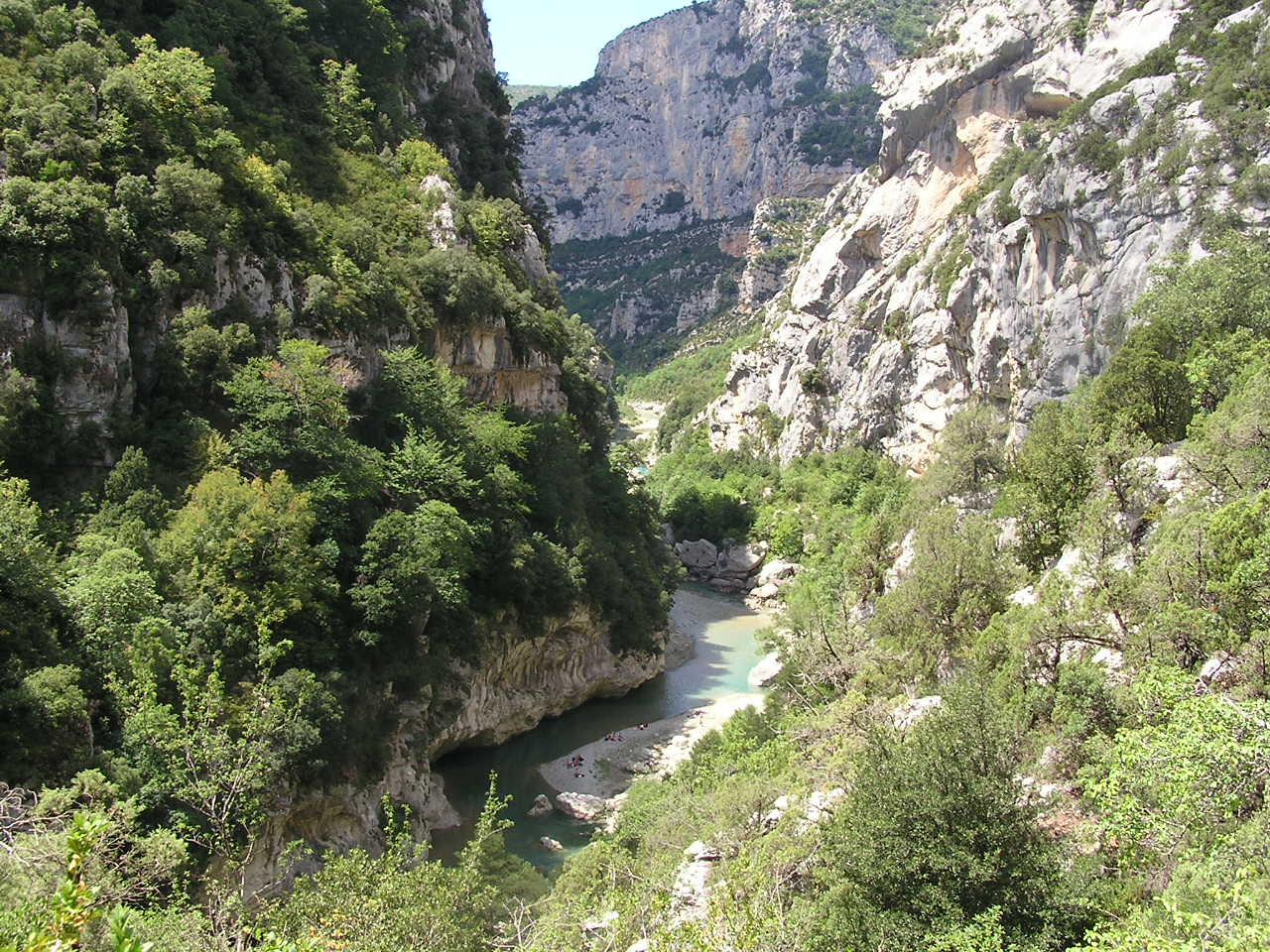
Gorges par le sentier Martel
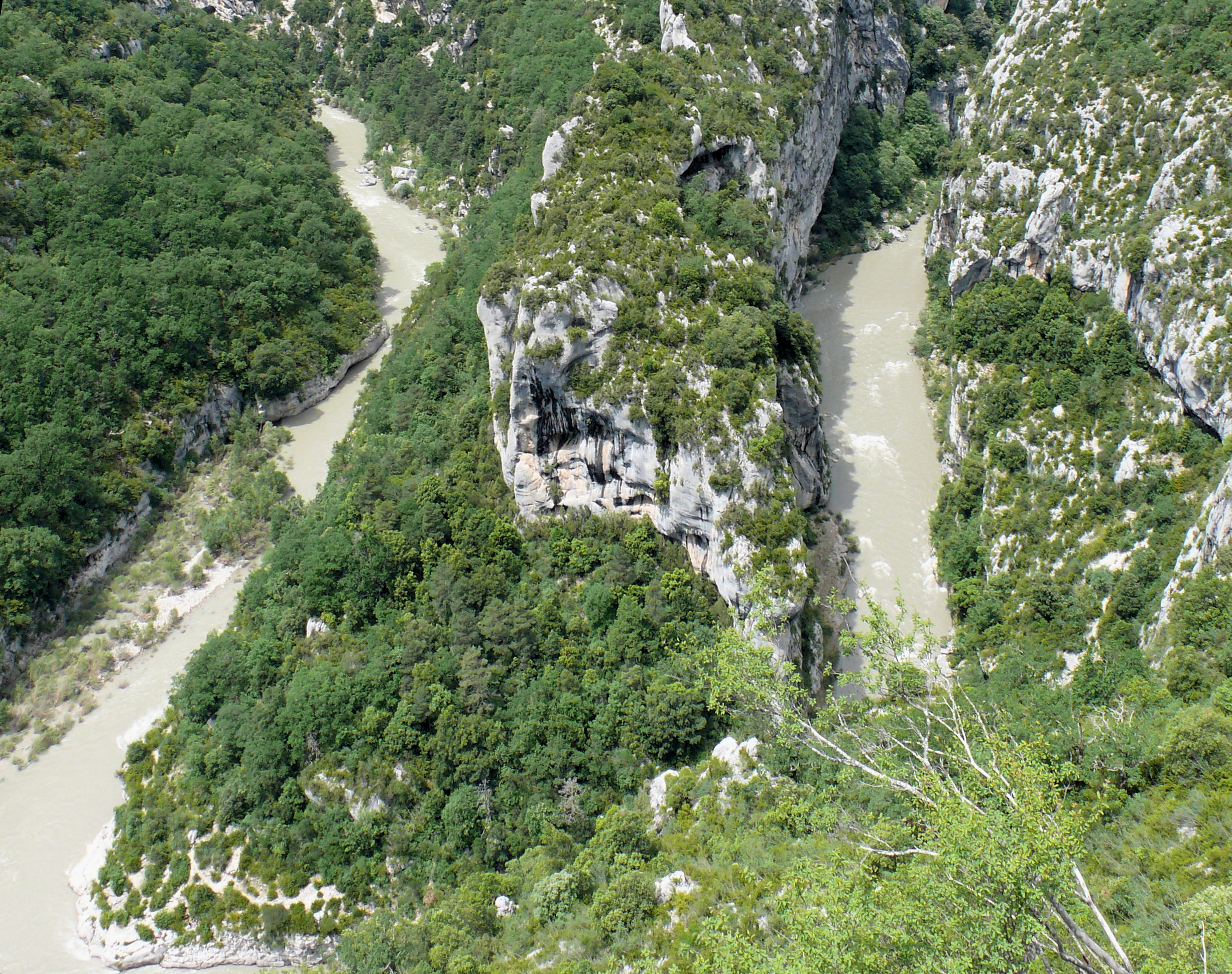
Gorges du Verdon au balcon de la Mescla
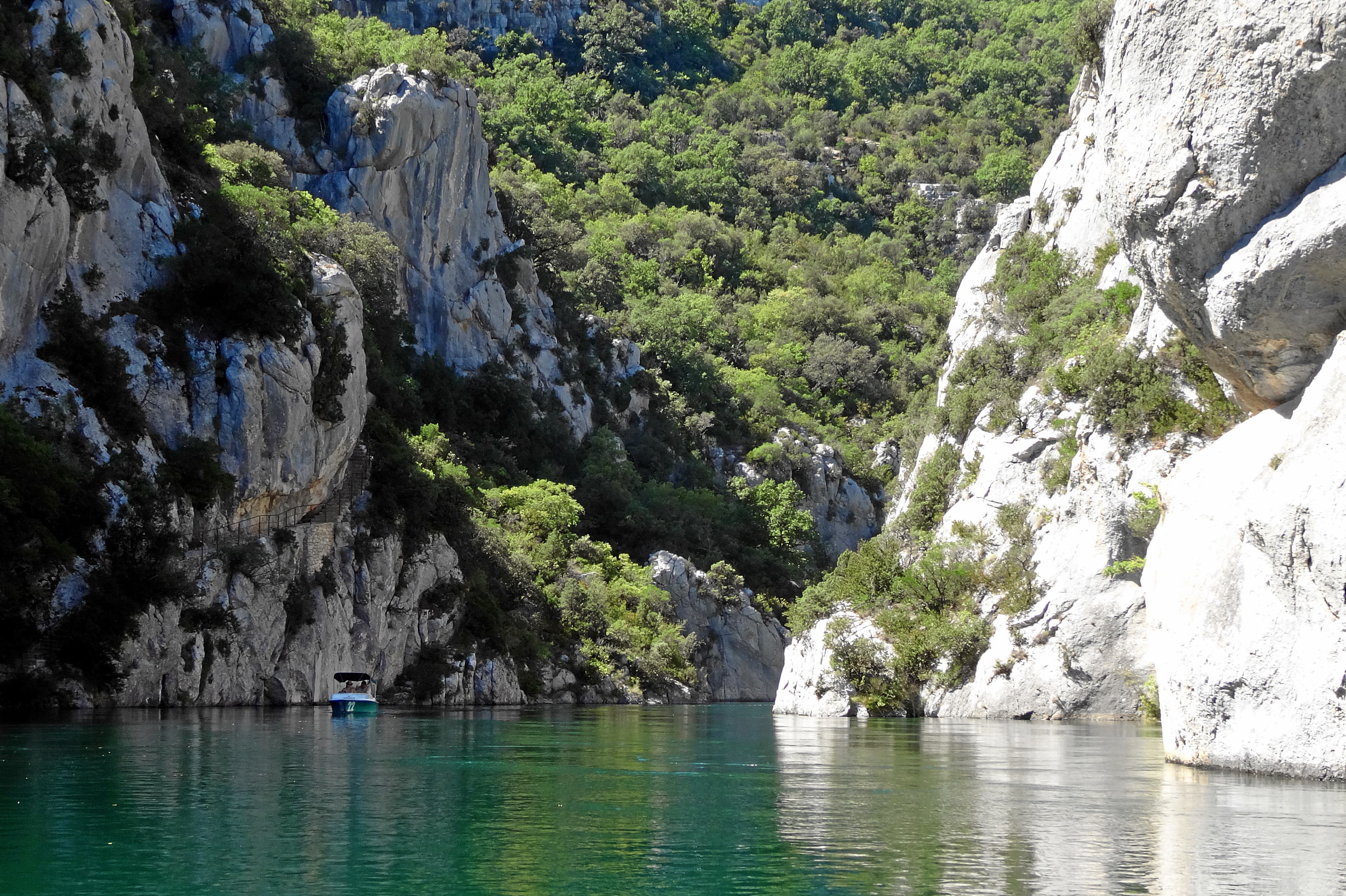
Basses gorges du Verdon

- Grand Canyon du Verdon
  - Point Sublime (Verdon)
  - la falaise des Cavaliers[9]
  - la route des Crêtes (gorges du Verdon)[10]
  - Sentier Martel et Passerelle de l’Estellier
- Basses gorges du Verdon
  - Le Haut Var[11] et basses gorges du Verdon commencent après le barrage de Sainte-Croix, avec le canyon de Baudinard-sur-Verdon[12].

L'intégration des gorges du Verdon dans le "Réseau des grands sites de France" ouvre des perspectives et offre des garanties importantes de qualité et de durabilité des actions pour toutes les communes concernées.

## Végétation et faune

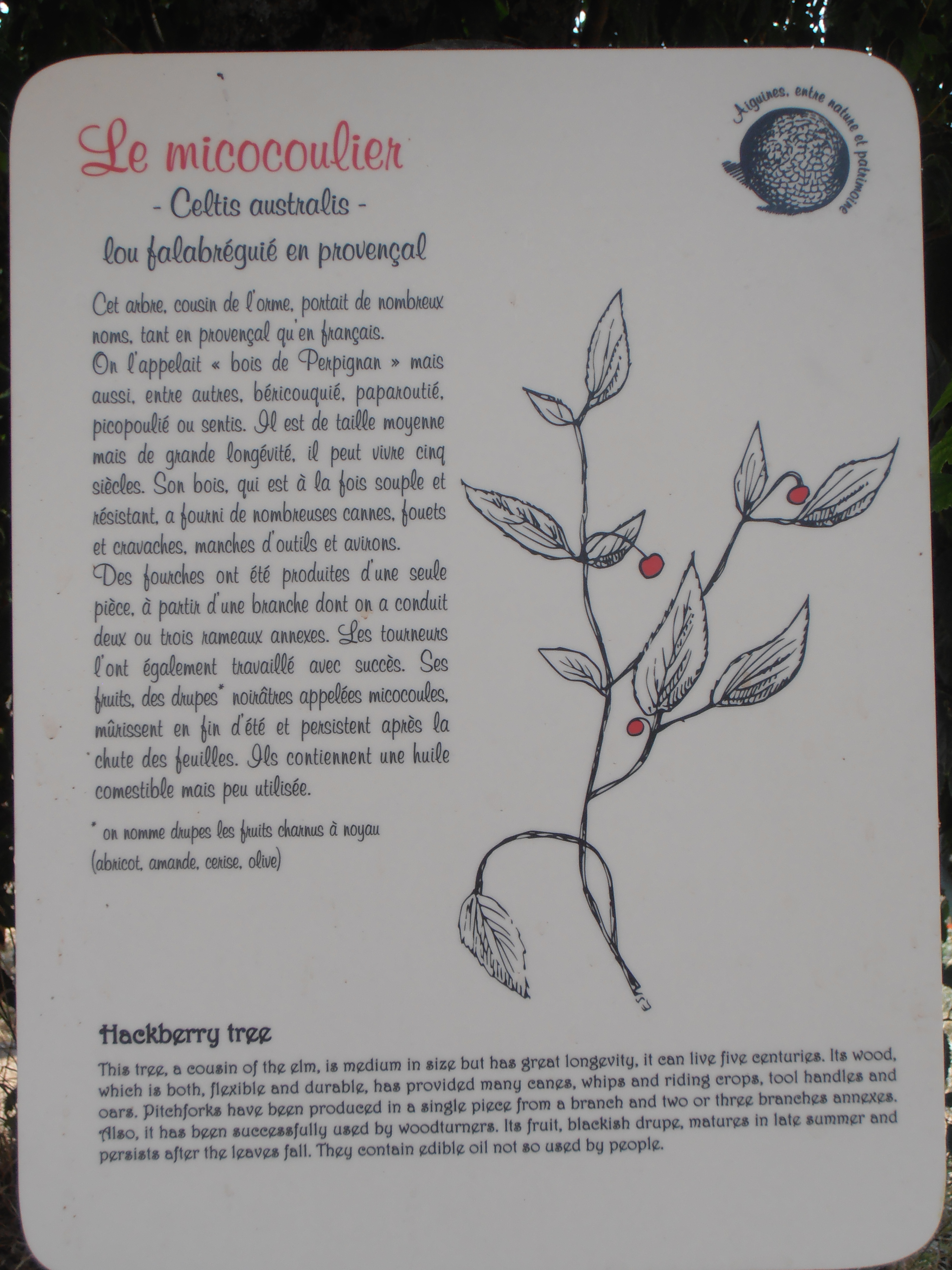
Micocoulier
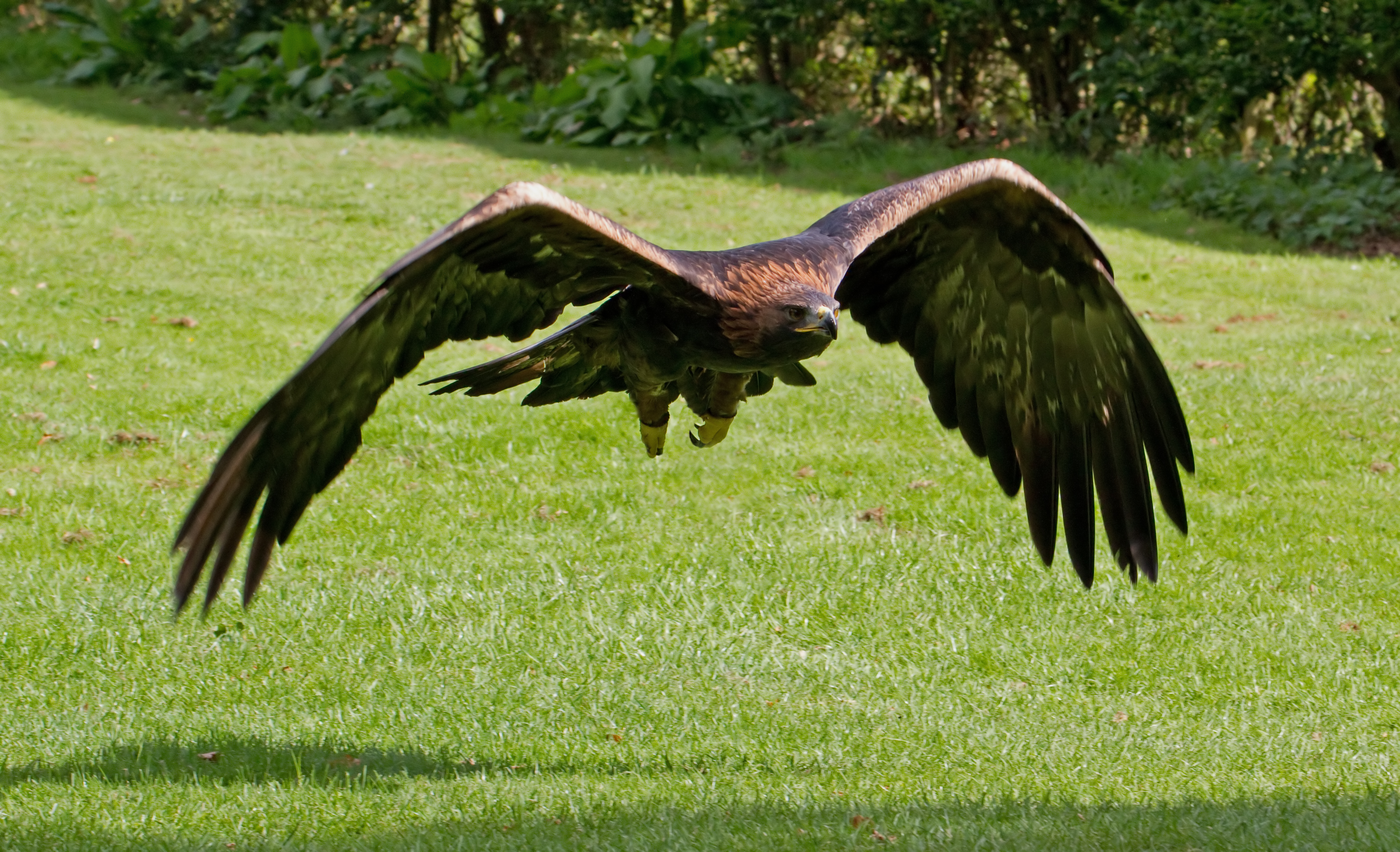
Aigle royal (Aquila chrysaetos)
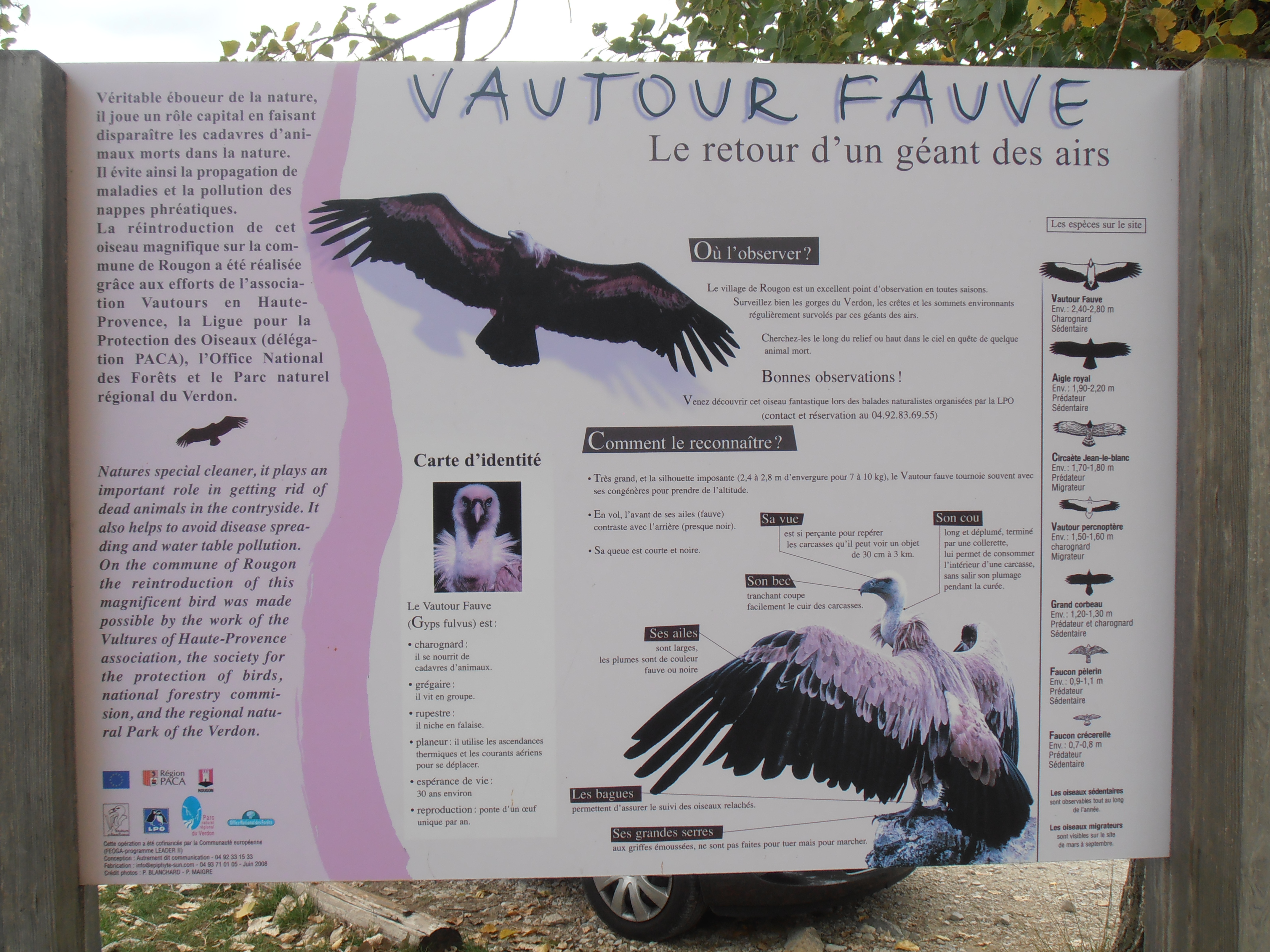
Le retour du vautour fauve (Gyps fulvus)
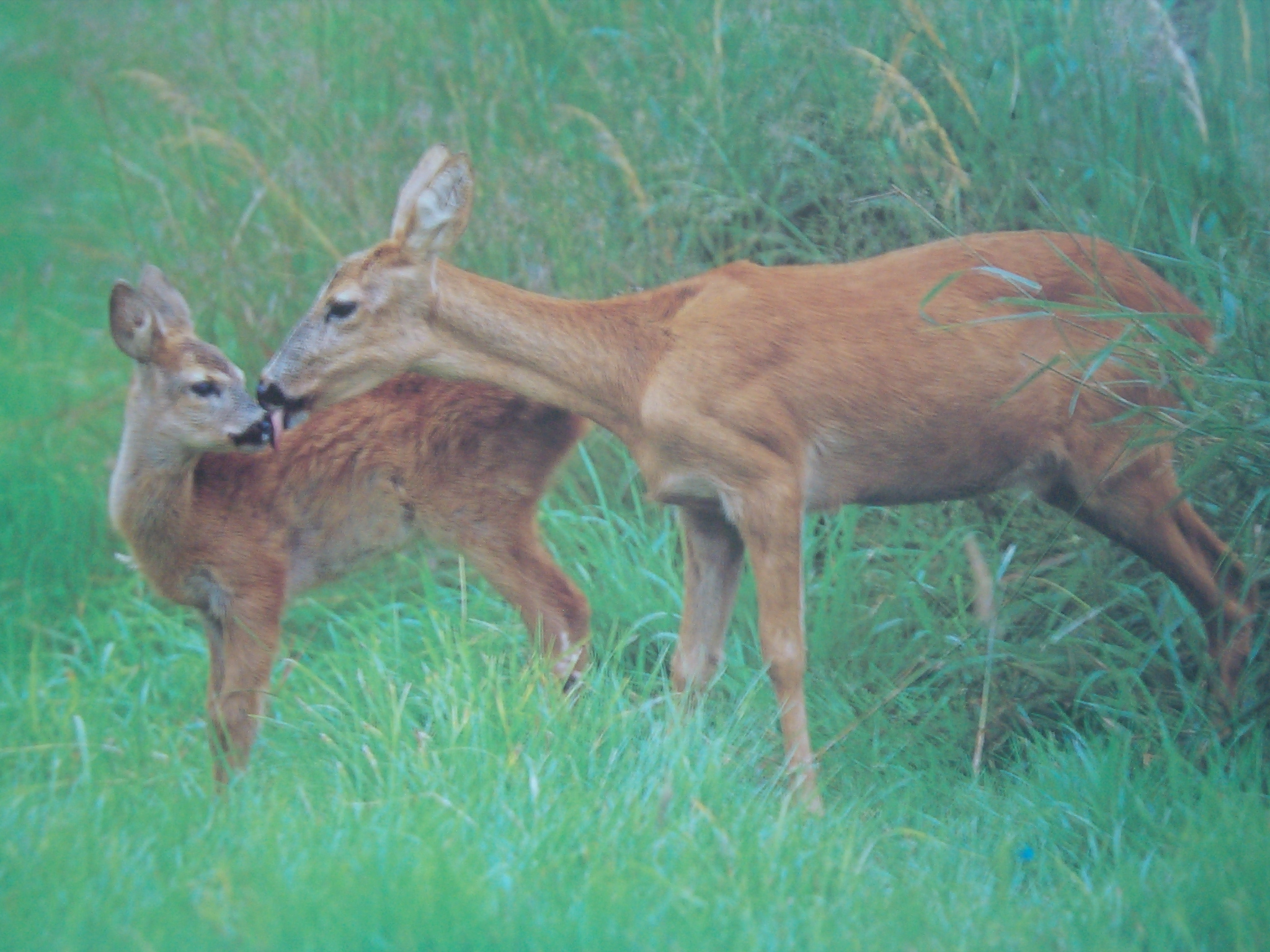
Chevreuil (Capreolus capreolus)

Le grand canyon du Verdon en particulier est un lieu refuge où les conditions de vie (climat notamment) ont permis à des espèces très particulières de s’installer et de se maintenir au cours du temps. Il s’agit par exemple de plantes endémiques qui poussent en falaises, d’oiseaux inféodés aux falaises ou encore de chauves-souris spécifiques qui ont trouvé refuge dans les gorges.
L’augmentation de la fréquentation restreint de plus en plus les secteurs de quiétude.
Le Parc naturel régional du Verdon mène des actions de sensibilisation et d’éducation à l’environnement, pour la réhabilitation du patrimoine, l'étude de la faune et la flore, la protection des sites sensibles, le développement des structures d’accueil et d’information l'aménagement des pôles culturels et d’animations, la gestion des sites classés des Gorges du Verdon...
La richesse et la variété des paysages, de la faune et la flore expliquent l'engouement du public pour les différents types de visite.

### Flore

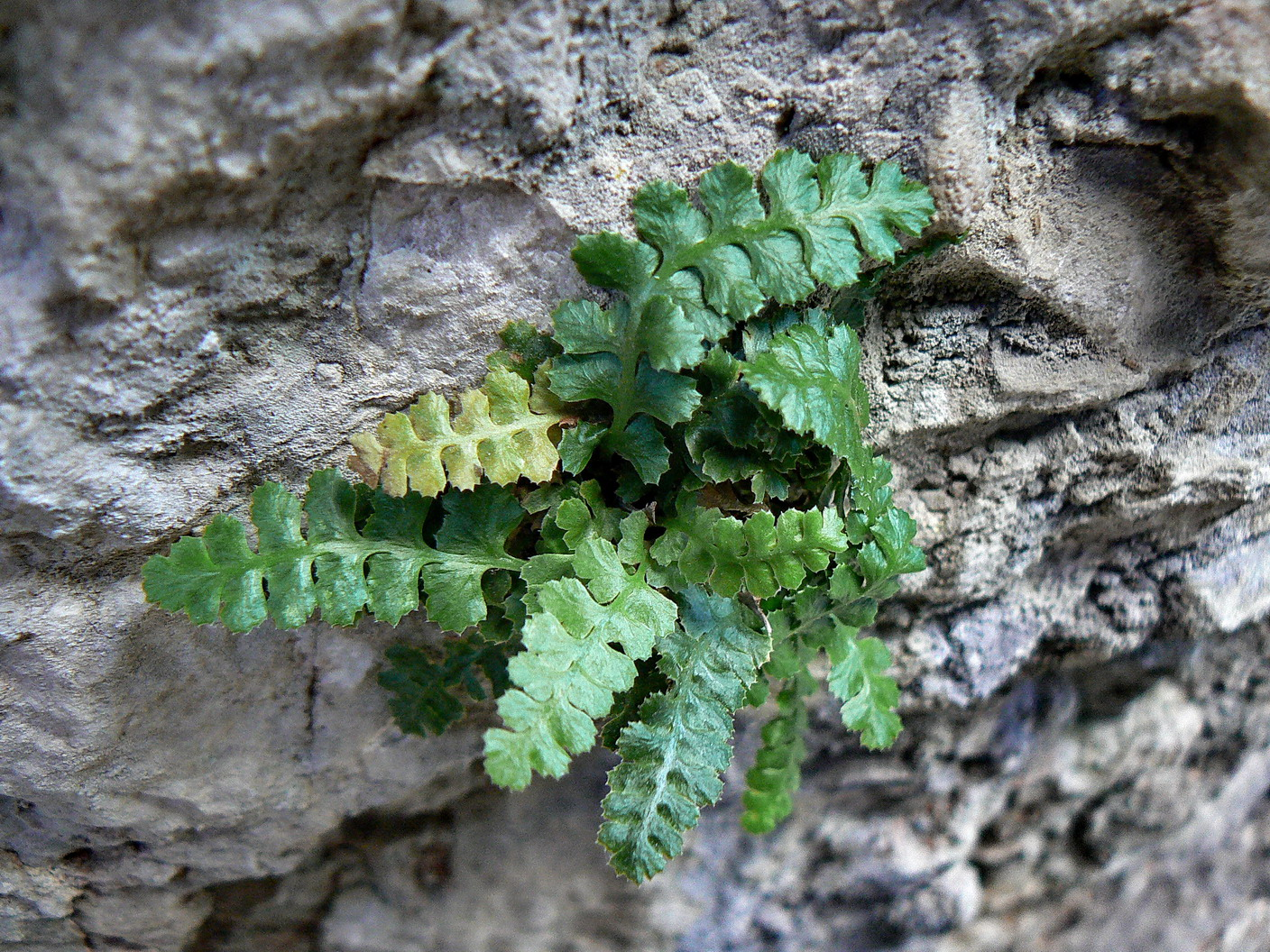
Asplenium jahandiezii.

Le territoire du parc abrite 2 200 espèces, soit un tiers des types de flore de France. Certaines de ces plantes vivent uniquement dans le Verdon (elles sont alors qualifiées d’endémiques du Verdon) :
- l'Asplenium jahandiezii appelée Doradille du Verdon, Doradille de Jahandiez (l’espèce est strictement localisée dans le Verdon et le canyon de l'Artuby, de Castellane à Esparron-de-Verdon, dans les départements du Var et des Alpes-de-Haute-Provence)[17],
- le Genévrier de Phénicie, Genévrier de Lycie ou Genévrier rouge (Juniperus phoenicea L.),
- le chêne vert, ou l’Yeuse (Quercus ilex),
- le chêne kermès, ou chêne des garrigues (Quercus coccifera).
- la Phyteuma villarsii[18], Raiponce de Villars[19],[20],
- l'Ephedra major, le Grand Éphédra ou Grande Uvette.

### Faune
- Les grands rapaces

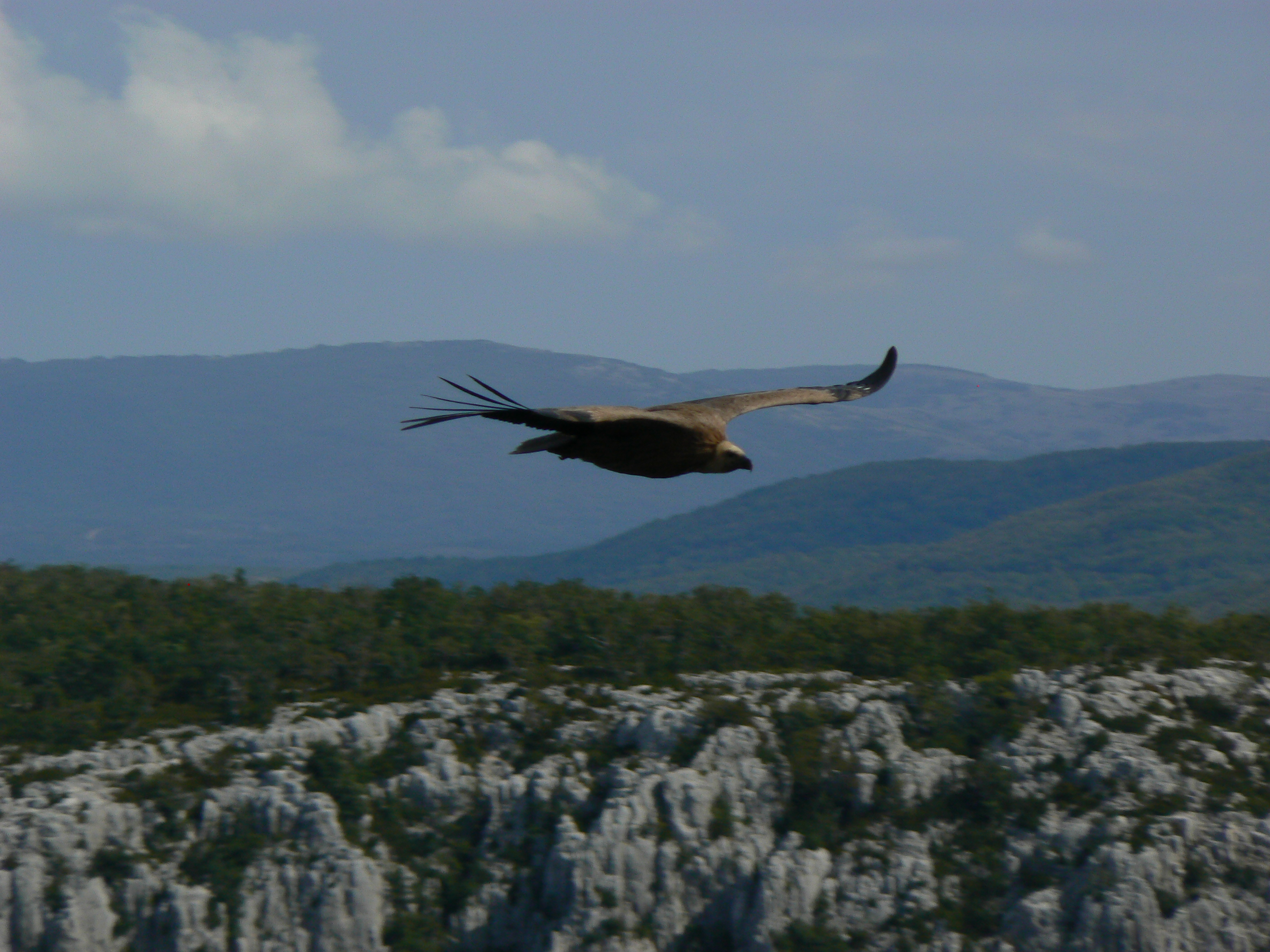
Vautour fauve en vol dans les Gorges du Verdon.

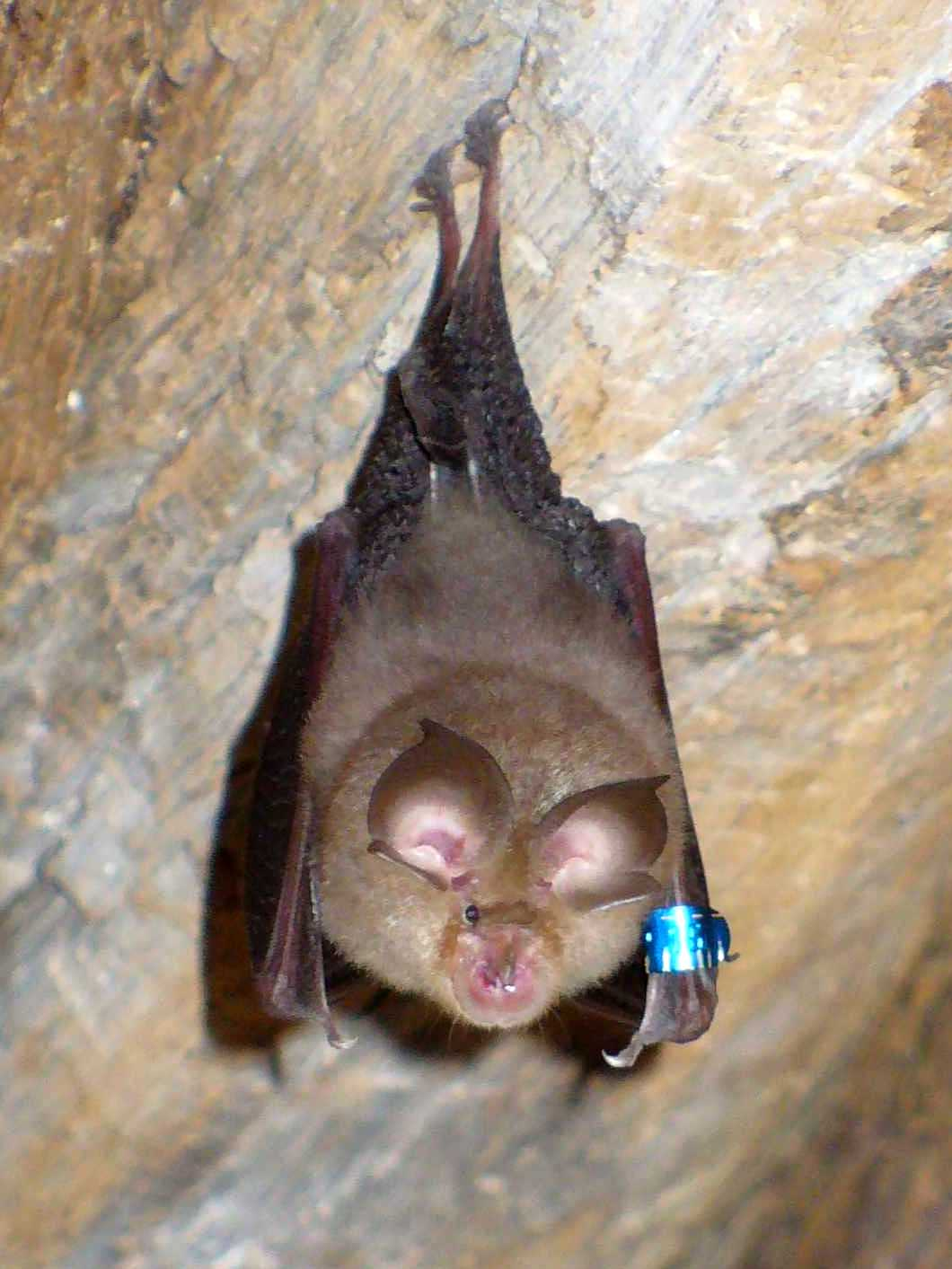
Chauve-souris (Petit Rhinolophe).

  - l’Aigle royal (Aquila chrysaetos) ; le Circaète Jean-le-Blanc (Circaetus gallicus) ; le Crave à bec rouge (Pyrrhocorax pyrrhocorax) ; le Faucon pèlerin (Falco peregrinus) ; le Grand Corbeau (Corvus corax) ; le Gypaète barbu (Gypaetus barbatus) ; le Hibou Grand-duc (Bubo bubo) ;  le Vautour fauve (Gyps fulvus), ou anciennement le griffon ;  le Vautour moine (Aegypius monachus) ; le Vautour percnoptère (Neophron percnopterus)…

Outre des opérations de réintroduction des espèces, réalisées plus particulièrement depuis 1999, la Ligue pour la protection des oiseaux (LPO Antenne Verdon), avec le soutien :
- de la LPO PACA,
- des services du parc naturel régional du Verdon,
- d'ornithologues, de l'Office national des forêts,
- des associations « Vautours des Baronnies » et « Vautours en Haute-Provence »
- et de la Fondation pour la Conservation du Vautour moine (Aegypius monachus),
organise des parcours de découverte des vautours du Verdon.
- 180 espèces d’oiseaux
  - la Pie-grièche (Lanius) ; l’Outarde canepetière (Tetrax tetrax) ; l’Œdicnème criard (Burhinus oedicnemus) ; l’Alouette lulu (Lullula arborea) ; le Pipit rousseline (Anthus campestris) ; le Busard cendré (Circus pygargus)...

- Les espèces aquatiques
  - L'Écrevisse à pieds blancs ou à pattes blanches (Austropotamobius pallipes).
  - L'Apron du Rhône (Zingel asper).
  - Le Ragondin (Myocastor coypus) ; Le Castor fiber.
  - La musaraigne aquatique (Neomys fodiens).

- 50 espèces de mammifères, cervidés, félins ; sauriens
  - dont 22 espèces de chauve-souris sur les 32 répertoriées en France métropolitaine : le Rhinolophus hipposideros, appelé Petit rhinolophe, Petit rhinolophe fer à cheval ou Petit fer à cheval ; le Murin de Capaccini (Myotis capaccinii), ou vespertilion de Capaccini ; Le lézard ocellé...
  - Le surmulot ; le campagnol ; la souris ; le lérot ; la marmotte (Marmota) ; l'écureuil, le lièvre ; le lapin de garenne...
  - Le chevreuil (Capreolus capreolus) ; Le sanglier (Sus scrofa) ; Le lynx ; Le loup (Canidae) ; Le blaireau ; La Genette commune ; Les Mustélidés (Mustelidae) ; Le renard.

## Sites d'escalade et sports d'eau, et risques de surfréquentation

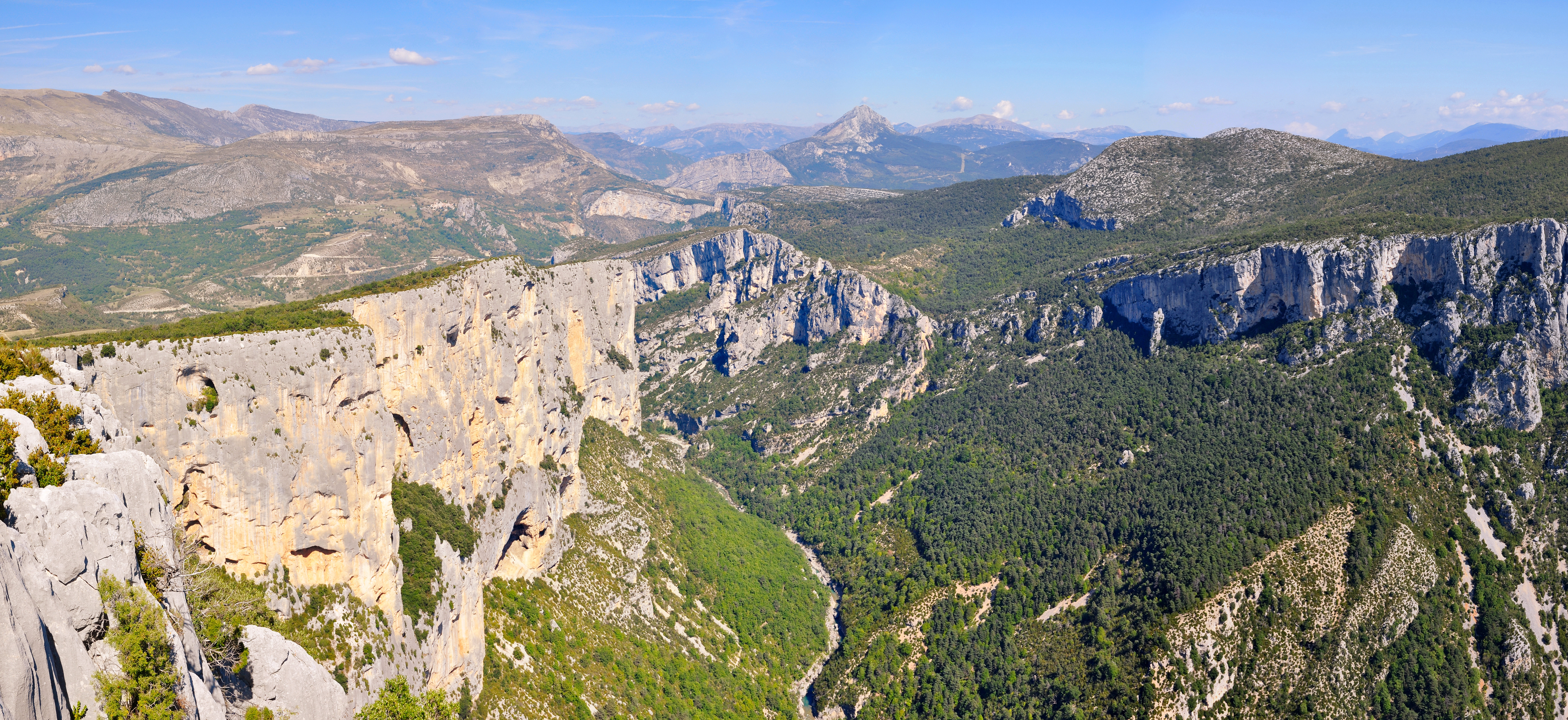
Sites d'escalades : La falaise de l'Escalès.

De nombreuses activités sont offertes aux visiteurs et sportifs dans le Verdon. D'où la difficulté de faire cohabiter,, la protection de la faune et la flore et le développement économique, basé principalement sur le touristique.
Ce besoin d'équilibre, auquel sont confrontés tous les hauts lieux attractifs explique la mobilisation de tous les acteurs publics et privés et défenseurs institutionnels et associatifs du parc, aussi bien sur la protection de l'environnement que pour se prémunir des risques sanitaires de pollution générés par un accroissement mal maîtrisé de la fréquentation.
Le Verdon dispose de 933 voies d'escalade, dont la falaise verticale de l'escalès de 300 mètres, la plus haute gorge d'Europe,. Les grimpeurs, les vautours et le paysage constituent donc un spectacle indissociable pour les touristes... 

## Schéma d'aménagement et de gestion des eaux du bassin versant du Verdon
Le projet de Schéma d'aménagement et de gestion des eaux (S.A.G.E.) du bassin versant du Verdon a été validé par la Commission Locale de l'Eau, le 13 septembre 2012.
L'hydrographie du parc naturel s'inscrit dans l'hydrographie d'ensemble du vaste bassin supérieur du Verdon, ce qui explique les mesures prises globalement pour la préservation des ressources en eau et du milieu naturel aquatique.
La commission locale de l'eau a validé cinq enjeux à traiter dans le "S.A.G.E. du Verdon" :
- le bon fonctionnement des cours d'eau ;
- la préservation du patrimoine naturel lié à l'eau ;
- la gestion équilibrée et durable de la ressource ;
- la préservation de la qualité des eaux ;
- la conciliation des usages et la préservation des milieux.

## Débats sur le schéma éolien du parc naturel régional du Verdon
Au niveau régional, le débat sur le schéma éolien a été notamment soulevé par l'association de protection des paysages du Haut-Var (APPHV) quant à l'éventualité d'un projet éolien sur le territoire du Parc naturel régional du Verdon, sur la commune d'Aups. Cette dernière, consciente des réactions a postulé à une manifestation d’intérêt pour le développement, la construction et l’exploitation d’un parc photovoltaïque citoyen. Cette proposition a été retenue.

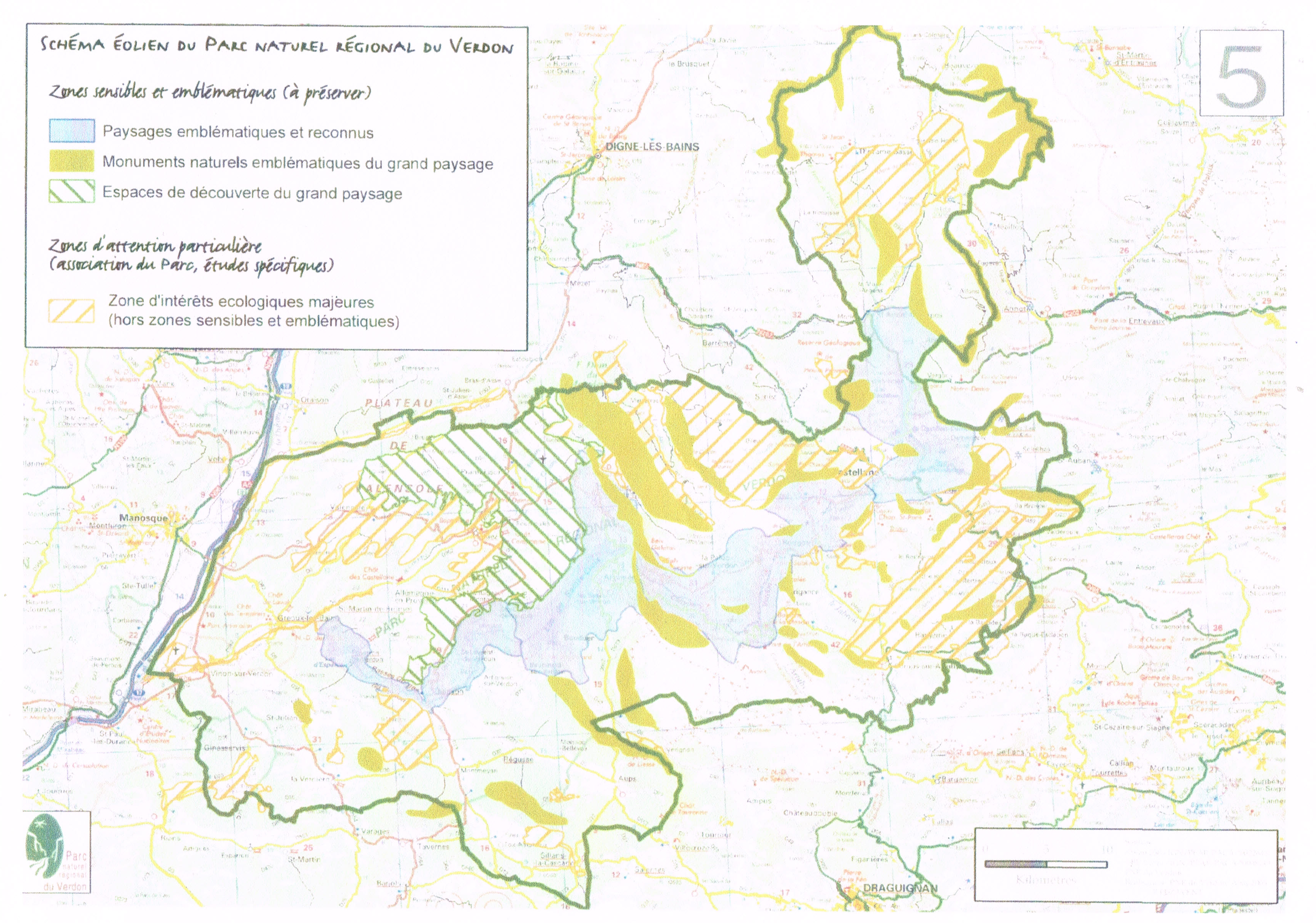
Schéma Éolien du Parc Naturel Régional du Verdon. Cliquez sur la carte pour l'agrandir.

À ce sujet, le président du Parc naturel régional du Verdon, en réponse au courrier de l'association de Protection des Paysages du Haut-Var, indiquait le 22 septembre 2015 que « le bureau du parc a souhaité que, dans le cadre du travail sur le renouvellement de la charte du Parc (qui devrait s'appliquer dès 2023), un débat de fond soit mené sur la question de la transition énergétique. Dans cette attente le bureau continuera de se référer au schéma éolien annexé à la Charte du Parc en vigueur selon le zonage indiqué au plan  joint pour information » (plan annexé à la lettre du 22 septembre 2015).
Un Schéma régional climat air énergie Provence-Alpes-Côte d'Azur a d'autre part été réalisé,. Les 46 communes du parc sont ainsi considérées dans l'« Annexe 2 du schéma éolien », comme zones favorables pouvant potentiellement, sous les réserves expresses indiquées dans le schéma éolien, recevoir des éoliennes.
Ce n'est pas la première fois que le parc naturel régional du Verdon est confronté à ce type de débat. Le premier de cette envergure concernait un projet de ligne électrique aérienne à très haute tension, finalement rejeté par le Conseil d'État.
En effet, contestant le projet de ligne à haute tension Manosque / Nice en raison de son passage au travers des gorges du Verdon, une vingtaine de requérants (collectivités publiques, associations de défense de l'environnement, particuliers), ont saisi le Conseil d'État en lui demandant d'annuler, d'une part, l'arrêté interministériel du 5 décembre 2005 déclarant d'utilité publique les travaux de construction de la ligne, d'autre part, l'arrêté interministériel du même jour autorisant une dérogation à la règle de l'enfouissement des lignes dans les sites classés, enfin, deux arrêtés préfectoraux déclarant d'utilité publique les expropriations nécessaires pour l'extension de deux transformateurs électriques implantés sur le tracé.
L'évolution rapide des techniques de production d'énergies renouvelables explique, au moins en partie, la prudence et les délais de décisions quant aux choix politiques qui engageront à l'avenir le mode de vie, le cadre de vie et les recettes fiscales :
- la modernisation des barrages hydroélectriques[42],[43] ;
- la Biomasse[44] ;
- les techniques de routes, pistes cyclables et parkings solaires[45],[46] ;
- dans la province chinoise du Shandong, une portion de voie rapide a été équipée de panneaux photovoltaïques. Cette installation expérimentale permettra d'alimenter en électricité la vidéosurveillance, la signalisation et l'éclairage de cette chaussée[47] ;
- la ville allemande de Karlsruhe teste une route qui recharge les véhicules électriques grâce à l’induction dynamique[48] ;
- l'énergie solaire photovoltaïque ;
- les panneaux solaires souples[49] ;
- les éoliennes ;
- les tuiles solaires[50] ;
- générateur d'eau atmosphérique[51].

Mais la principale difficulté, qui mobilise surtout les recherches et ouvre des perspectives de progrès technologiques exceptionnels ... c'est le stockage de l'électricité produite.

Selon le Commissariat général au développement durable : 

« les énergies renouvelables (ENR) se développent fortement  depuis 2010 et cette progression va se poursuivre sous l'impulsion de la Programmation pluriannuelle de l'énergie (PPE) prise en application de la Loi relative à la transition énergétique pour la croissance verte (LTECV) : ces énergies représenteront entre 28 et 31 % de la production d'électricité à l'horizon 2023. 13 % sont déjà assurés par l'hydroélectricité dont le développement devrait être faible à l'avenir.
Le stockage de l'électricité est d'autant plus difficile et coûteux que sa durée est longue. Le mix Énergie renouvelable (EnR en abrégé) doit être choisi en cohérence avec la saisonnalité de la consommation qu'il est possible d'infléchir à long terme : l'isolation des bâtiments permet de moins consommer en hiver et la climatisation peut éviter des surproductions dues au PV en été. Dans un second temps, le système de stockage doit être optimisé en fonction de la durée des fluctuations de la demande et des EnR.
Les pays dont les pics de consommation ont lieu en hiver, comme la France, auront intérêt à privilégier une production éolienne. Celle-ci présente des fluctuations s'étalant sur plusieurs semaines pour lesquelles les batteries sont de peu d'utilité et pour lesquelles le stockage dans les réservoirs hydrauliques de grande taille (Station de Transfert d'Énergie par Pompage (STEP) pouvant stocker de 2 à 5 semaines de production éolienne) restera la solution la plus adaptée. »